# Attack of the Zolgear
Attack of the Zolgear est un jeu d'arcade commercialisé en 1994 par Namco,. Attack of the Zolgear est un des deux seuls jeux sortis pour la borne et système d'arcade Galaxian³: Theater 6 de Namco. Le jeu a été commercialisé par Namco en tant que kit de conversion du système Galaxian³: Theater 6 - Project Dragoon, seulement les artworks, les ROM et les laserdisc étaient disponibles,,.

## Description
Chaque joueur partage le même compteur de vie et prend le rôle de l'un des postes de tireur fixes défendant un vaisseau spatial contre une attaque de navires ennemis. C'est une suite du jeu Galaxian.